# Canal Elbe-Lübeck
Pour les articles homonymes, voir Lübeck.

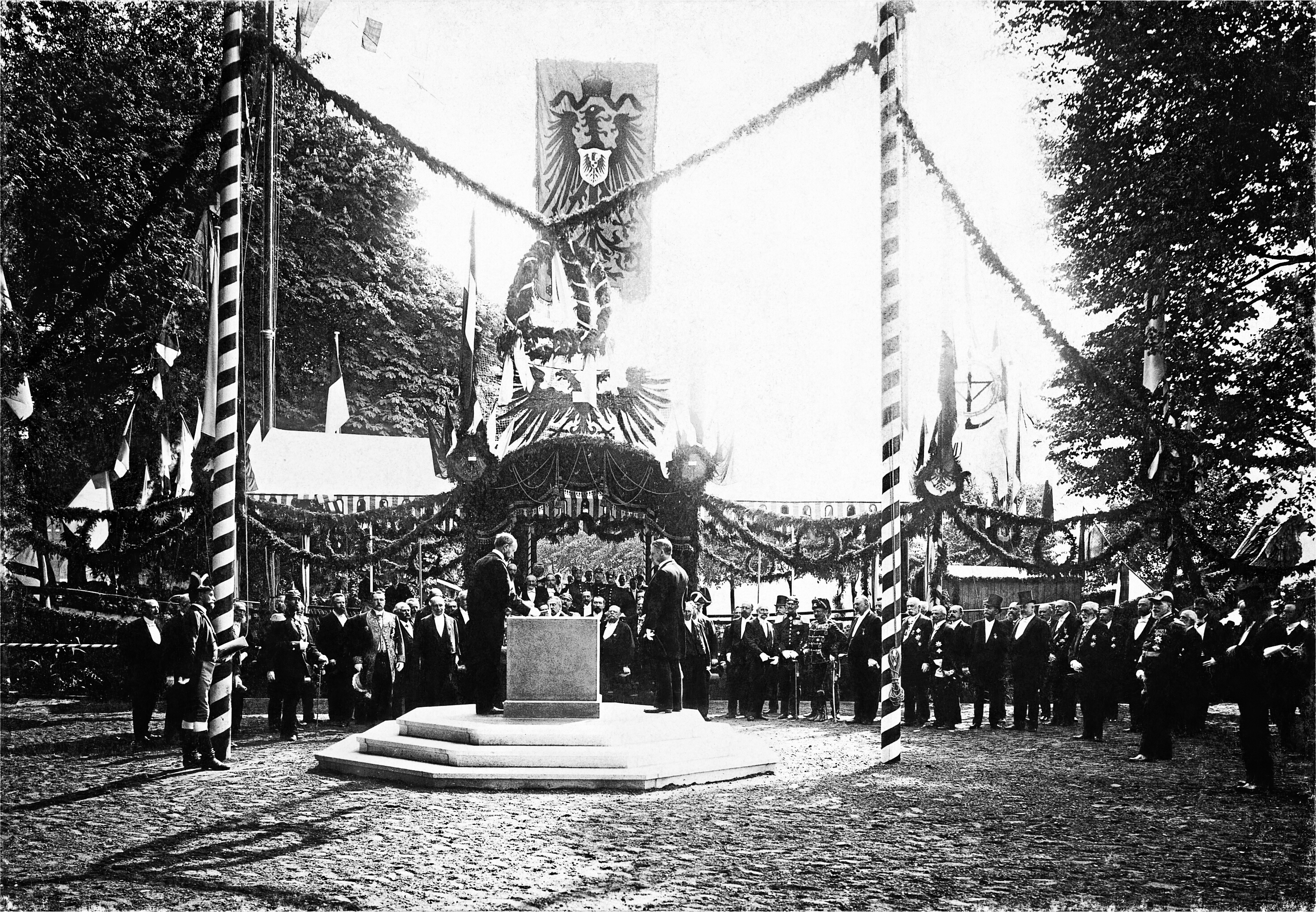
Début des travaux en 1895

Le canal de Elbe-Lübeck (également connu le nom de canal Elbe-Trave) est un canal du land Schleswig-Holstein en Allemagne. Ce canal de 67 km de long relie les fleuves Elbe et Trave reliant ainsi l´Elbe à la mer Baltique. Il commence au nord dans la ville de Lübeck et se termine dans la ville de Lauenburg. 
Le précurseur de ce canal fut le canal de Stecknitz construit au Moyen Âge entre 1390 et 1398. Ce canal reliait Stecknitz et Delvenau, les rivières affluentes respectivement de la Trave et de l’Elbe, et permettait le transport du sel le long de l’ancienne route du sel. En 1900, le canal de Stecknitz fut remplacé par le canal Elbe-Lübeck